# Tratado de Cazola
El Tratado de Cazola fue suscrito el 20 de marzo de 1179 por Alfonso II de Aragón y Alfonso VIII de Castilla, en el lugar que algunos investigadores sitúan en la calzada de Medinaceli a Ariza, en el llamado Corral de Cacala en Soria.

## Antecedentes
Los mutuos intereses expansionistas de castellanos y aragoneses en el siglo XII obligaron a la firma de una serie de tratados en los que quedaron delimitadas las respectivas áreas de influencia en las futuras conquistas, evitando de esta manera y con antelación suficiente los posibles conflictos que por este motivo pudieran producirse entre ambas monarquías. Sobre esta base se realizaron varios tratados: 1140 (Tratado de Carrión), 1151 (Tratado de Tudilén), 1157 (Tratado de Lérida), 1174 y 1177 (Tratado de Cuenca).

## El tratado
Este nuevo acuerdo supuso la aceptación por parte del monarca aragonés de una limitación de sus derechos territoriales de conquista. A cambio obtuvo la anulación de las cláusulas de vasallaje por las que los anteriores acuerdos le habían dejado en una posición de subordinación frente a Castilla.
A la Corona de Aragón se le reconocían derechos de conquista sobre Valencia y el reino entero de Valencia con todos sus territorios. Asimismo se le concedían Játiva y Biar con todos sus términos y todo el reino de Denia hasta la villa de Calpe. Por su parte Castilla tendría el derecho a anexionarse el reino de Murcia. Se trazó pues una línea imaginaria que, desde el sur de Biar, a la altura aproximada del río Castalia, pasando por la sierra de la Carrasqueta y la de Aitana, iba a recorrer el curso fluvial del Algar desembocando en Altea, al sur de Calpe. Con ello quedaban para Aragón los actuales partidos de Calpe, Pego, Callosa de Ensarriá y todo el reino de Denia hacia el norte, y para Castilla Jijona, Villajoyosa, Villena, Sax, Novelda, Aspe, Elche, Orihuela, Alicante, Murcia, Cartagena, entre otros.
Una parte del tratado que no quedó delimitada por topónimos y por tanto imprecisa, fue la zona oeste. En el documento se menciona que a la Corona de Aragón le correspondía "el reino entero de Valencia con todos sus territorios, habitados y deshabitados que le pertenece o debería pertenecerle", pero no se sabe a ciencia cierta hasta donde llegaban esos territorios. Hay investigadores que sugieren el río Cabriel como límite fronterizo por el oeste; sin embargo, otros llevan el límite hasta la Sierra de Mira, coincidiendo con los actuales límites provinciales entre Cuenca y Valencia.
Con posterioridad ambas partes incumplirían lo pactado, lo que provocó la firma del tratado de Almizra en el 1244.

## Tratados relacionados
En 1229 Jaime I y el destituido rey de la Taifa de Valencia Zayd Abu Zayd firmaron el Convenio de Calatayud. Un pacto de vasallaje y reparto de la Taifa de Valencia.